# Bittium exile
Bittium exile là một loài ốc biển nhỏ, là động vật thân mềm chân bụng sống ở biển hay micromollusc trong họ Cerithiidae. Nó chỉ xuất hiện ở New Zealand.